# ホンダ・Z
Z（ゼット） は、本田技研工業がかつて生産、販売していた軽自動車である。

## 概要
初代は「NIII360」をベースにしたスペシャルティカーとして発表され、1970年10月20日に発売された。デザインは日本人が行ったものであり、360ccでクーペスタイルを目指したものである。とはいえ、大人4人が乗るだけの居住空間は確保されていた。当時のホンダ車に共通する飛行機風の計器類のデザインは印象的である。また、4速と5速ではシフトパターンおよびシフトノブの取り付け位置に違いがある。デザイン段階で後方までルーフを伸ばしたため、後部を斜めにカットしガラスハッチを持ち、その黒くて太い樹脂製枠から「水中メガネ」の愛称で親しまれた。
2代目は1998年に発売したSUVタイプの4WD車。アクティの基本構造を踏襲してエンジンはミッドシップに搭載し、トールワゴンとライトSUVの折衷のようなスタイルを採用した。パワートレインが後部座席の下に搭載されているメカニズムをホンダは「UM-4 (Under floor Midship 4WD ) 」と呼称し、車体にもそれを表すエンブレムが装着された。同機構によって当時の軽自動車の衝突安全基準を大幅にクリアしている。

## 初代 N360/SA型（1970-1974年）
1970年10月20日発売。N360と基本的に共通のN360E型エンジン（ツインキャブレター36PS/シングルキャブレター31PS）を搭載し、型式もN360で同一である。グレード構成はシングルキャブレターの「ACT」「PRO」、ツインキャブレターの「TS」「GT」。発売当初の価格は「ACT」が埼玉県狭山工場渡し現金価格で34万8,000円。
1971年1月25日、5速MT(ドグミッション)、前輪ディスクブレーキを装備する「GS」を追加。
1971年2月、ゴールデンシリーズを発売。グレード構成はシングルキャブレターの「ホリディ」「カスタム」「オートマチック」、ツインキャブレターの「GTL」。従来型は“ダイナミックシリーズ”とされた。
1971年12月1日、マイナーチェンジ。プラットフォームを初代ライフと共用化したため型式がSA型に改められ、エンジンは水冷のEA型に変更され、ホイールベースは80mm長くなった。ボディも大部分が改修され空冷モデルとは大きく印象が異なる。リアコンビランプがテール／ブレーキ／方向指示兼用タイプから、方向指示器を独立させたうえにアンバーに変更したタイプとなる。このとき発売されたのは“ダイナミックシリーズ”のみで、グレード構成は「TS」「GT」「GL」「GTL」で全車ツインキャブレターの36PS、「GTL」のみが5速MTを搭載していた。
1972年1月、「ゴールデンシリーズ」が発売。グレード構成は「DX」「カスタム」「オートマチック」、全車シングルキャブレターの31PSであった。テールゲートの枠は、ダイナミックシリーズが黒であるのに対してゴールデンシリーズでは車体と同色であった。
1972年11月、Bピラーが存在しないハードトップスタイルとなる。エンジンはツインキャブレターの36PSのみとなり、前方のフロントグリルはハニカム型へ変更された。後方から開閉していたスペアタイヤ取出口は塞がれて、分割バンパーとなる。グレード構成は「SS」「GT」「GL」「GSS」で、「GSS」のみが5速MTを搭載していた。
1973年、燃料蒸発ガス抑制装置を追加し、ブレーキのマスターシリンダーをシングルからタンデムに変更する。
1974年6月、初代ライフ、ライフステップバン、ライフピックアップと共にモデルチェンジを行わず生産を終了した。これは、折からの排出ガス規制とオイルショックが追い風になって販売を伸ばしていたシビックの生産に傾注することになったほか、軽自動車の車検義務化や保安基準が新しくなったことにより、小型乗用車との価格的なメリットが薄れ軽乗用車市場が縮小していたという側面もあった。
本モデルの生産終了により、ホンダは軽乗用車市場からトゥデイの発売まで一旦撤退する事となる。この軽乗用車撤退とシビックの大型化を理由に、地方ディーラーからの廉価な小型車要望が強まり、1981年にシティを発売することになる。
N600と同じ空冷2気筒600ccエンジンを搭載した輸出仕様も存在し、北米では「HONDA 600 coupe」の名称で販売されていた。

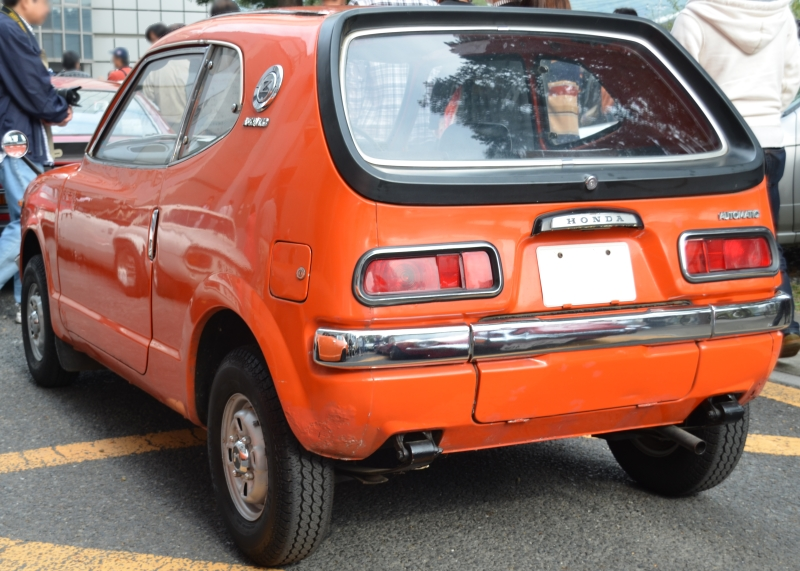
前期N360型 リア
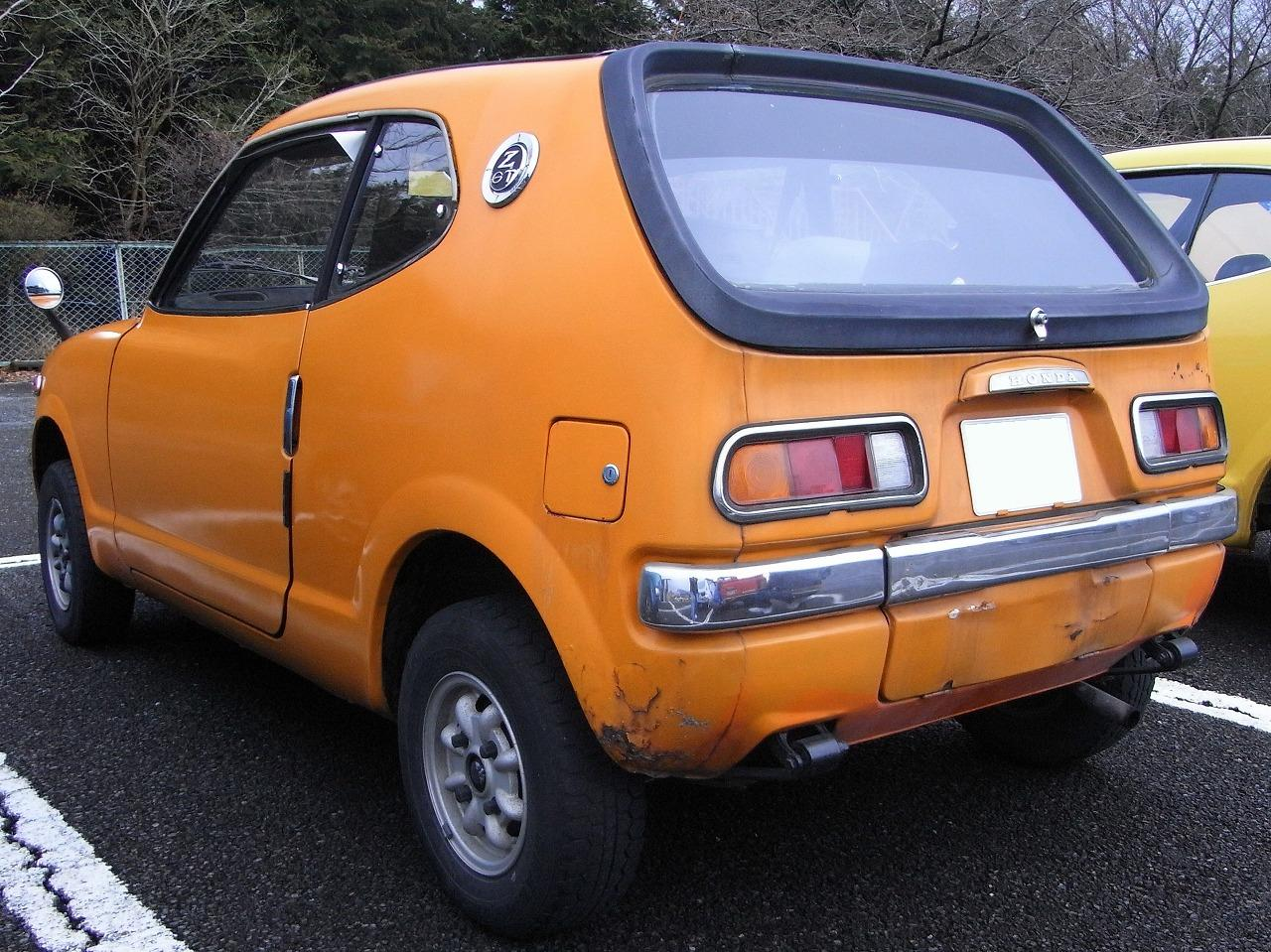
中期SA型 リア
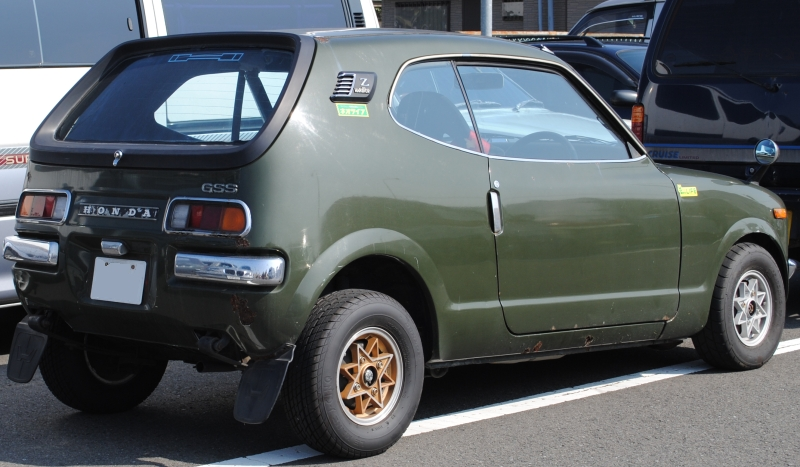
後期SA型 リア
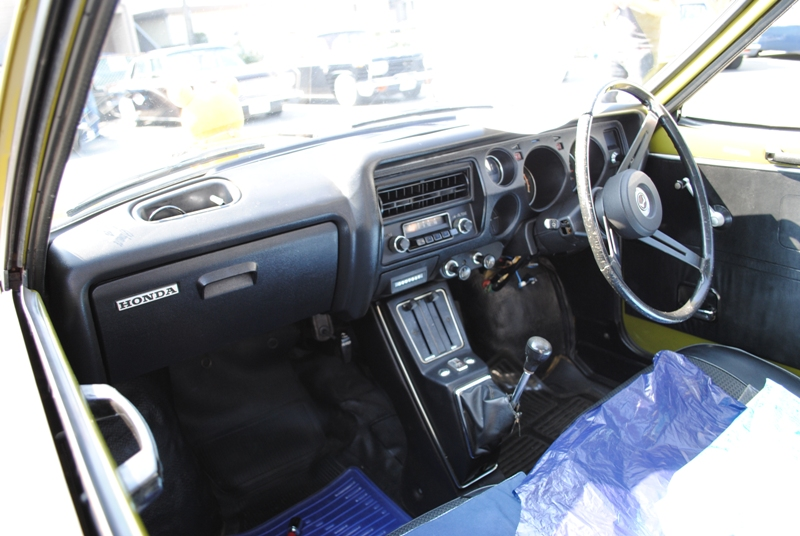
前期N360型 車内
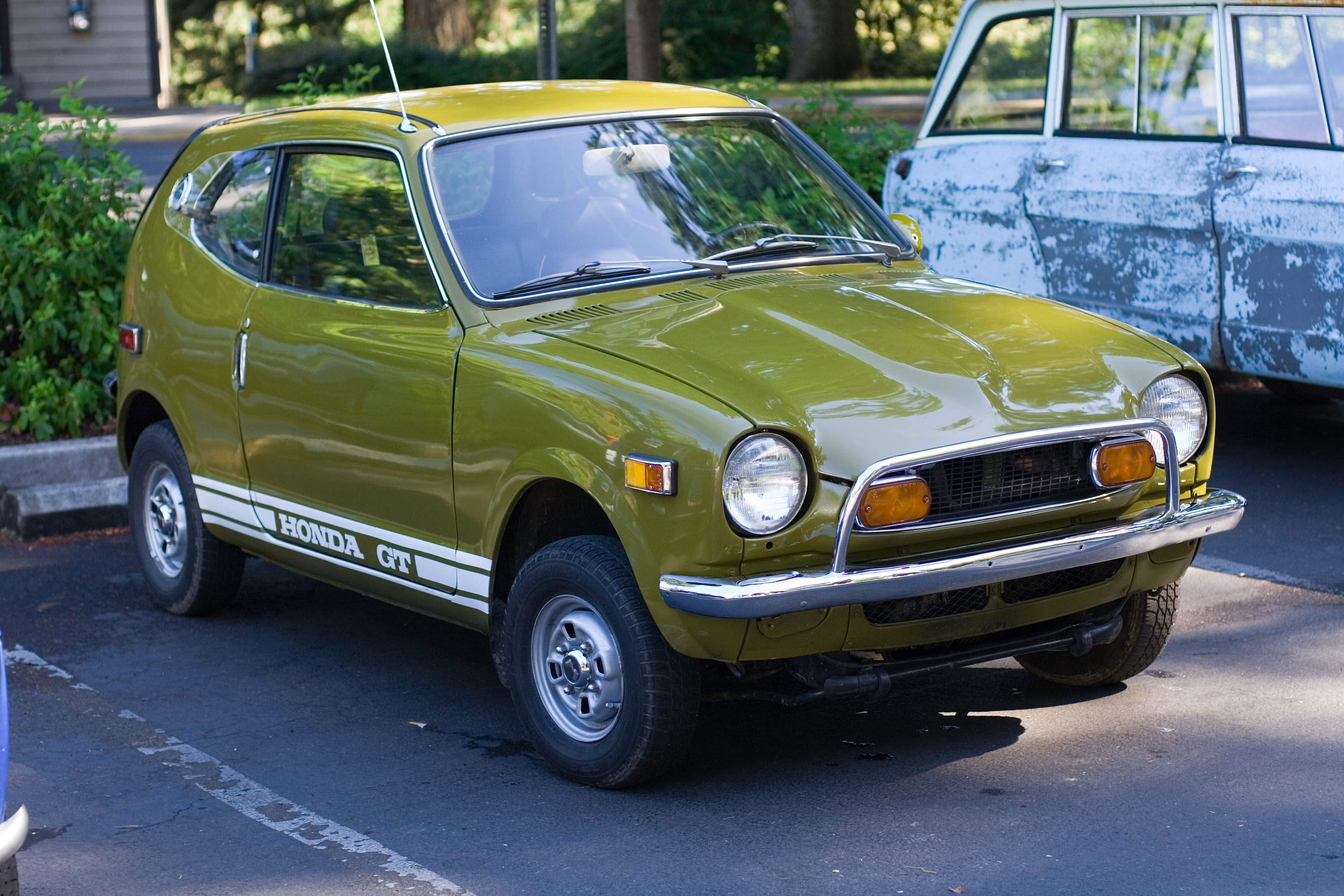
600クーペ（日本国外版）

## 2代目 PA1型（1998-2002年）
1998年10月9日発売。先にキャパなどで展開していた「J・ムーバー」の下位シリーズとして、3代目ライフと共に「K・ムーバー」と名付けられた。CMにはZZトップが出演していた。15秒、30秒と並んで当時珍しい1分間の長尺なバージョンがあり、ホンダの一社提供及び、提供番組で放映された。
4速ATを用いるため、EF型シビックのコンポーネンツをデフを省いた上で90度向きを変えて搭載した。また、ドライブシャフトの代わりにプロペラシャフトを取り付けたため、エンジンは縦置きで搭載された。
デザイン上の特徴としては、ミッドシップ車特有のサイドエアダムだけでなく大径タイヤや高めの車高の他に、未塗装ながら当時はセダン系の高級車以外では採用が少なかったグリップ式（取手式）のドアアウターハンドルの採用や、二重のヘッドライトカバーが用いられたことなどが挙げられる。さらに、ホンダの軽自動車としては初めて標準インパネでの2DINオーディオスペースを採用している。エンジンをリアシート下に配置したことにより、室内長は同社のロゴに迫るものとなっていた。
2000年6月、特別仕様車「スーパーエモーション」を発売。バンパーがボディ同色とされ、オプションであったCDプレーヤー+スピーカー、プライバシーガラスを標準装備とした上で、ターボ車では10万円の値下げとなったため、これ以降販売された車輌はバンパーがボディ同色の車輌が圧倒的に多い。
2002年1月に生産終了、同年8月に販売終了となった。販売台数はおよそ4万台。当時の軽SUVとしては価格が114万円からと高めであり、オプションを装備すると同時期のHR-Vの廉価グレードと同価格になってしまうこと、3ドア・4ATのみでグローブボックスが無く使い勝手が悪いことなどから、販売は不振であった。
ホンダアクセスのオプションパーツのうち、ステップ付のサイドスカート及びフェンダーアーチプロテクターは、保安基準の解釈が厳格化されたことで販売終了後に車検非対応となったため、車検対応品との無償交換が行われた。

## 搭載エンジン
初代
N360E型
- エンジン種類：空冷直列2気筒横置き
- 弁機構：SOHC チェーン駆動 吸気1 排気1
- 排気量：354cc
- 内径×行程：625mm×57.8mm
- 圧縮比：8.5（シングルキャブ）、9.0（ツインキャブ）
- 最高出力：31PS/8,500rpm（シングルキャブ）、36PS/9,000rpm（ツインキャブ）
- 最大トルク：3.0kgf·m/5,500rpm（シングルキャブ）、3.2kgf·m/7,000rpm（ツインキャブ）
- 燃料供給装置形式：キャブレター（CVキャブレター）
- 使用燃料種類：無鉛レギュラーガソリン
- 燃料タンク容量：26L

EA型
- エンジン種類：水冷直列2気筒横置き
- 弁機構：SOHC ベルト駆動 吸気1 排気1
- 排気量：356cc
- 内径×行程：67.0mm×50.6mm
- 圧縮比：8.8（シングルキャブ）、9.0（ツインキャブ）
- 最高出力：31PS/8,500rpm（シングルキャブ）、36PS/9,000rpm（ツインキャブ）
- 最大トルク：3.0kgf·m/6,500rpm（シングルキャブ）、3.2kgf·m/7,000rpm（ツインキャブ）
- 燃料供給装置形式：キャブレター（CVキャブレター）
- 燃料タンク容量：初代N360E型を参照

2代目
E07Z型
- エンジン種類：水冷直列3気筒縦置き
- 弁機構：SOHCベルト駆動 吸気2 排気2
- 排気量：656cc
- 内径×行程：66.0mm×64.0mm
- 圧縮比：10.0
- 最高出力：52PS/7,000rpm
- 最大トルク：6.1kgf·m/4,000rpm
- 燃料供給装置形式：電子制御燃料噴射式（PGM-FI）
- 使用燃料種類：無鉛レギュラーガソリン
- 燃料タンク容量：35L

E07Z型空冷式ICターボ
- エンジン種類：水冷直列3気筒縦置き
- 弁機構：SOHCベルト駆動 吸気2 排気2
- 排気量：656cc
- 内径×行程：66.0mm×64.0mm
- 圧縮比：8.5
- 最高出力：64PS/6,000rpm
- 最大トルク：9.5kgf·m/3,700rpm
- 燃料供給装置形式：電子制御燃料噴射式（PGM-FI）
- 使用燃料種類：無鉛レギュラーガソリン
- 燃料タンク容量：2代目E07Z型を参照